# Рэнкин, Джанис
Джа́нис Рэ́нкин (англ. Janice Rankin, урожд. Джа́нис Уо́тт, англ. Janice Watt; род. 8 февраля 1972, Инвернесс, Ивернессшир) — шотландская и британская кёрлингистка.
В составе женской сборной Великобритании участница зимних Олимпийских игр 2002 (олимпийские чемпионы). В составе женской сборной Шотландии участница чемпионатов мира (лучший результат — серебряные призёры в 1994 году) и Европы (лучший результат — серебряные призёры в 1998 году). Двукратная чемпионка Шотландии среди женщин. В составе юниорской женской сборной Шотландии чемпион и бронзовый призёр юниорских чемпионатов мира. Двукратный чемпион Шотландии среди юниоров.
В «классическом» кёрлинге (команда из четырёх человек одного пола) в основном играла на позициях второго и первого.
В 2002 вместе со всей женской командой олимпийских чемпионов по кёрлингу была удостоена титула члена Ордена Британской империи (англ. MBE, Member of the Most Excellent Order of the British Empire).

## Достижения
- Зимние Олимпийские игры: золото (2002).
- Чемпионат мира по кёрлингу среди женщин: серебро (1994).
- Чемпионат Европы по кёрлингу: серебро (1998).
- Чемпионат Шотландии по кёрлингу среди женщин: золото (1994, 2000).
- Чемпионат мира по кёрлингу среди юниоров: золото (1992), бронза (1991).
- Чемпионат Шотландии по кёрлингу среди женщин: золото (1991, 1992).

- «Команда всех звёзд» (англ. All-Star Team) чемпионата мира среди юниоров: 1992.

## Команды
| Сезон   | Четвёртый      | Третий          | Второй           | Первый          | Запасной                                         | Турниры                      |
| ------- | -------------- | --------------- | ---------------- | --------------- | ------------------------------------------------ | ---------------------------- |
| 1990—91 | Джиллиан Барр  | Клэр Милн       | Джанис Уотт      | Энн Лэрд        | тренер: Питер Лаудон (ЧМЮ)                       | ЧШЮ 1991 · ЧМЮ 1991          |
| 1991—92 | Джиллиан Барр  | Клэр Милн       | Джанис Уотт      | Nikki Mauchline | Карен Эддисон (ЧМЮ) тренер: Питер Лаудон (ЧМЮ)   | ЧШЮ 1992 · ЧМЮ 1992          |
| 1993—94 | Кристин Кэннон | Клэр Милн       | Маири Херд       | Джанис Уотт     | Шейла Харви (ЧМ)                                 | ЧШЖ 1994 · ЧМ 1994           |
| 1998—99 | Рона Мартин    | Gail McMillan   | Маири Херд       | Джанис Уотт     | Клэр Милн тренеры: Рассел Кейллер, Peter Clark   | ЧЕ 1998                      |
| 1999—00 | Рона Мартин    | Маргарет Мортон | Фиона Макдональд | Джанис Уотт     | Carolyn Morris тренеры: Рассел Кейллер, Майк Хэй | ЧЕ 1999 (4 место)            |
| 1999—00 | Рона Мартин    | Маргарет Мортон | Фиона Макдональд | Джанис Уотт     | Дебора Нокс (ЧМ) тренер: Рассел Кейллер          | ЧШЖ 2000 · ЧМ 2000 (4 место) |
| 2001—02 | Рона Мартин    | Дебора Нокс     | Фиона Макдональд | Джанис Рэнкин   | Маргарет Мортон тренер: Рассел Кейллер           | ЧЕ 2001 (6 место) · ЗОИ 2002 |

(скипы выделены полужирным шрифтом)

## Частная жизнь
Её муж, Стивен (Стив) Рэнкин (англ. Stephen Rankin, Steve Rankin) — тоже кёрлингист, участник чемпионата Европы 2002, чемпион Шотландии среди мужчин.
Их сын, Джейми Рэнкин (англ. Jamie Rankin) — кёрлингист, участник зимних юношеских Олимпийских игр 2020.
Джанис начала заниматься кёрлингом в 1982 году, в возрасте 10 лет.